# Episodi di Bratz (seconda stagione)
La seconda stagione della serie animata Bratz è stata trasmessa negli Stati Uniti a partire dal 4 febbraio 2008, dove è formata da 17 episodi della durata di circa 20 minuti. In Italia sono stati distribuiti anche 3 film aggiuntivi che sono divisi in 3 episodi ciascuno, per un totale di 26. Viene trasmessa per la prima volta su Italia 1 dal 1º novembre 2008, ma viene bruscamente interrotta al 33º episodio. Gli episodi inediti vengono trasmessi dal 13 giugno al 31 luglio 2011 su Hiro. La serie viene inoltre riproposta su Boing nel 2012. Gli ordini e i titoli degli episodi italiani sono tratti dalla guida TV di Mediaset Premium.
| nº | Titolo originale                   | Titolo italiano                                       | Prima TV USA     | Prima TV Italia |
| -- | ---------------------------------- | ----------------------------------------------------- | ---------------- | --------------- |
| 27 | Extremely Made-Over                | L’intervista esclusiva / Troppo brava per essere vera | 4 febbraio 2008  |                 |
| 28 | The Cloe Life                      | Una grande occasione                                  | 5 febbraio 2008  |                 |
| 29 | The Bratz 500                      | Gioielli e motori                                     | 6 febbraio 2008  |                 |
| 30 | A Little Diss, A Little Dat        | Kaycee e Kirstee licenziate                           | 7 febbraio 2008  |                 |
| 31 | Miss Fortune                       | La signora fortuna                                    | 12 febbraio 2008 |                 |
| 32 | Bratz Fail                         | Una professoressa spietata                            | 13 febbraio 2008 |                 |
| 33 | Bratz vs. Brats                    | Una difficile sfida                                   | 14 febbraio 2008 |                 |
| 34 | Inner Beauty Queen                 | La reginetta del ballo                                | 15 febbraio 2008 |                 |
| 35 | Transparently Yours                | Una valigetta speciale                                | 11 febbraio 2008 |                 |
| 36 | A Sporting Chance                  | Rivalità in piscina                                   | 8 febbraio 2008  |                 |
| 37 | Bratz: Girlz Really Rock!          | Giovani promesse                                      | 2 settembre 2008 |                 |
| 38 | Bratz: Girlz Really Rock!          | Tutto per la danza                                    | 2 settembre 2008 |                 |
| 39 | Bratz: Girlz Really Rock!          | Amiche nemiche                                        | 2 settembre 2008 |                 |
| 40 | Alien Encounters                   | Un profumo seducente                                  | 18 febbraio 2008 |                 |
| 41 | Rescue Askew                       | Un misterioso rapimento                               | 19 febbraio 2008 |                 |
| 42 | Bye Bye Burdine                    | Rivalità editoriale                                   | 20 febbraio 2008 |                 |
| 43 | The Great Melting Pot              | Una cena perfetta                                     | 21 febbraio 2008 |                 |
| 44 | The Chronicles Of Karma            | La legge del karma                                    | 22 febbraio 2008 |                 |
| 45 | The Life of Byron                  | Uno strano invito                                     | 25 febbraio 2008 |                 |
| 46 | Much Ado About Practically Nothing | Segnali misteriosi                                    | 26 febbraio 2008 |                 |
| 47 | Bratz Kidz: Fairy Tales            | Il regno delle fiabe                                  | 17 marzo 2008    |                 |
| 48 | Bratz Kidz: Fairy Tales            | Chi è la più bella del reame?                         | 17 marzo 2008    |                 |
| 49 | Bratz Kidz: Fairy Tales            | Sulla strada per il castello                          | 17 marzo 2008    |                 |
| 50 | Bratz Babyz Save Christmas         | Arriva Natale                                         | 5 novembre 2008  |                 |
| 51 | Bratz Babyz Save Christmas         | Una sorpresa per gli orfanelli                        | 5 novembre 2008  |                 |
| 52 | Bratz Babyz Save Christmas         | Tutti sulla slitta                                    | 5 novembre 2008  |                 |

## Kaycee e Kirstee licenziate
Sasha, Yasmin e Cloe escono per andare al bar senza Jade e discutono di come la giornata stava andando male a tutte e che sono felici che Jade non sia venuta perché non vogliono che si senta male allo stesso modo. Tuttavia Jade sente una parte della conversazione che la convince del fatto che non la vogliano più come amica, e se ne va via piangendo. Nel frattempo Burdine, esasperata dall’ennesimo disastro compiuto, licenzia immediatamente le Tweevils. Queste consolano Jade e addirittura iniziano a uscire con lei diventando migliori amiche, mentre Burdine inizia a stufarsi della rigidità e efficienza della sua nuova stagista Dagmar. Alla fine, dopo un pesante litigio, le Bratz spiegano come è andata realmente la loro conversazione a Jade che capisce di aver frainteso e le perdona mentre Burdine riassume le sue “inefficienti” impiegate.

## La reginetta del ballo
Yasmin viene eletta reginetta del ballo e inizia a preoccuparsi di trovare il ragazzo perfetto per accompagnarla. Rimane subito colpita dal cugino di Cloe, Scott, che accetta via mail di accompagnarla, ma quando lo incontra dal vivo Yasmin non avrà una buona impressione di lui, in particolare per la sua voce fastidiosa. Per l’imbarazzo Yasmin finge di sentirsi male, ma le amiche la convincono a presentarsi al ballo dove avrà occasione di conoscerlo meglio, e scoprirà di aver un sacco di interessi in comune con lui, per esempio Scott ha fondato un club di Jane Austen ed entrambi fanno volontariato presso un canile.

## Rivalità in piscina
Sasha, Cloe e Jade sono alla ricerca della mascotte perduta di una squadra di nuoto sincronizzato, la capra Barry. All’insaputa di tutti è stata Yasmin a portarla con sé nel suo garage per tenerla lontana dalla proprietaria Gillian, che le ha messo uno slip in mezzo alle corna e che la tratta come un oggetto. La capra fugge anche da Yasmin e gira per le strade di Stilesville spaventando tutti i passanti, ma la situazione peggiora quando Barry, tra le mani di Kaycee e Kirstee, riesce inspiegabilmente a guidare un bus che rischia di far cadere in un burrone. Dopo che Yasmin si scusa con Gillian, insieme alle altre Bratz risolvono la situazione e la capra ritorna tra le mani della proprietaria.

## Giovani promesse
È l’ultimo giorno di scuola. Le Bratz insieme ai loro amici Dylan e Eitan sono state convocate a Camp Starshine, un campo estivo riservato ai ragazzi più talentuosi di Stilesville in cui si terrà un’esibizione finale giudicata da un importante regista. Il vincitore avrà la possibilità di far parte di uno dei suoi film. Ma il loro soggiorno al campo sarà molto più difficile del previsto: le lezioni sono faticose e gli istruttori particolarmente intransigenti in particolare Miss Demidov, l’insegnante di danza classica. Per giunta vengono ammesse persino Kirstee e Kaycee accodate alla giovane ballerina Anna, che immediatamente farà colpo su Dylan.

## Rivalità editoriale
Dopo che Bratz Magazine supera Your Thing per l’ennesima volta, Burdine decide di prendersi una pausa dal lavoro e di andare in vacanza. Ma appena arriva viene immediatamente imprigionata, in quanto accusata di avere rubato i gioielli della corona e di averli attaccati alla sua tiara. Durante la sua assenza le Tweevils prendono di nascosto il suo posto di redattrice e pubblicano delle storie di avventura con protagonista Burdine inventate da loro, con le quali superano con distacco gli acquisti della rivista rivale. Dopo aver compreso l’equivoco, l’agente rilascia Burdine di prigione che su tutte le furie rimprovera Kaycee e Kirstee costringendole a smettere di scrivere articoli su di lei, e di conseguenza le Bratz le superano nuovamente in acquisti.